# Sendangwates
Sendangwates is een bestuurslaag in het regentschap Blora van de provincie Midden-Java, Indonesië. Sendangwates telt 1683 inwoners (volkstelling 2010).